# Gilles de Bellemère
Gilles de Bellemère, né en 1342 à Château-du-Loir et mort en 1407 est un prélat français du XIVe siècle et du début du XVe siècle. Il est un des canonistes les plus importants de son temps.

## Biographie
Gilles de Bellemère étudie à l'université d'Orléans et y enseigne. Il fait partie de la familia du cardinal de Beaufort et va avec lui à Rome. Gilles de Bellemère est auditeur à la rote romaine et revient en France en 1378. Il est chanoine à Bayeux, archidiacre à Angers et est évêque de Lavaur, du Puy et d'Avignon. Il est l'auteur d'un commentaire sur le sixième livre des décrétales. Gilles de Bellemère fait plusieurs missions pour l'antipape Benoît XIII. On dit qu'il refuse le chapeau de cardinal.
D'après Antoine Aubery  (Histoire des cardinaux), Gilles de Bellemère serait le même personnage que    Gilles Aycelin de Montaigu, archevêque de Narbonne.